# Josef Leipold

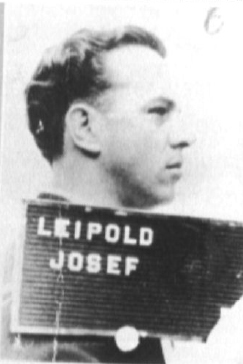
Josef Leipold in amerikanischer Internierung.

Josef Leipold (* 10. November 1913 in Altrohlau, Österreich-Ungarn; † 8. März 1949 in Lublin) war ein deutscher SS-Obersturmführer und Kommandant mehrerer Konzentrationslager. Er wurde 1949 als Kriegsverbrecher hingerichtet.

## Leben
Leipold war von Beruf Friseur und diente vom 1. Oktober 1935 bis zum 20. September 1937 als Unteroffizier in der Tschechoslowakischen Armee. Am 20. August 1938 wurde er Mitglied der SS-Totenkopfverbände (SS-Nummer 344.830) und trat zum 1. November 1938 in die NSDAP ein (Mitgliedsnummer 6.568.081), war aber zuvor schon Mitglied der Sudetendeutschen Partei gewesen. Im August 1938 wurde er zunächst ins KZ Mauthausen geschickt, wo er als Sachbearbeiter in der Lagergeräteverwaltung angestellt war. Nach einem vorübergehenden Besuch der SS-Junkerschule Braunschweig kehrte er 1941 nach Lublin zurück, wurde im Juli 1943 wirtschaftlicher Leiter des Wachbataillons und im August 1943 Kommandeur der 5. Wachkompanie im KZ Majdanek.
Im Januar 1944 wurde Leipold zum Leiter des neu gegründeten SS-Arbeitslagers Budzyń des KZ Lublin ernannt und war bis Juli 1944 dessen letzter Kommandant. Gleich nach Antritt dieser Position befahl er, den Gefangenen acht Tage lang kein Essen zu geben. Ein anderes Mal mussten vier Gefangene nach ihrem Fluchtversuch 48 Stunden zwischen den Starkstromdrähten ausharren, die das Lager umgaben. Im Februar 1944 erschoss er 40 Gefangene bei einem Fluchtversuch. Am 22. Juli 1944 wurde Leipold in das Außenlager Wieliczka abkommandiert, das dem KZ Plaszow unterstellt war und wechselte von dort in das KZ Groß-Rosen. Von Oktober 1944 bis Februar 1945 war er Kommandant der Wachmannschaft und gleichzeitig Lagerkommandant im KZ-Außenlager Brünnlitz, in dem die sogenannten „Schindlerjuden“ in der Rüstungsfabrik von Oskar Schindler arbeiteten, wobei es zu einigen Auseinandersetzungen mit Schindler kam, da dieser der SS den Kontakt zu seinen Arbeitern und den Zutritt zu seiner Firma untersagte. Vor der Befreiung von Brünnlitz durch die Rote Armee am 9. Mai 1945 konnte sich Leipold absetzen und trat in den letzten Kriegstagen der 18. SS-Freiwilligen-Panzergrenadier-Division „Horst Wessel“ bei.
Zu Kriegsende wurde Leipold von US-amerikanischen Truppen verhaftet und auf Wunsch der polnischen Militärmission in Deutschland am 23. Januar 1947 den polnischen Behörden überstellt. Am 9. November 1948 verurteilte ihn das Bezirksgericht Lublin wegen Kriegsverbrechen zum Tode. Das Urteil wurde am 8. März 1949 vollstreckt.

## Trivia
Im Spielfilm Schindlers Liste wird Josef Leipold vom Schauspieler Ludger Pistor dargestellt.